# Drust IX
Drust IX des Pictes ou Drest mac Caustantin fut co-roi des Pictes de 834 à 837.

## Contexte
Fils de Caustantin mac Uurgust, il accéda au trône après la mort de son oncle Unuist mac Uurgust dans le cadre d'une succession patrilénaire de type tanistrie en usage chez les Scots.
La Chronique Picte lui accorde un règne de 3 ans conjoint avec Talorgan mac Uuthoil qui était son cousin selon Alfred P. Smyth Les deux rois disparurent simultanément en 837 dans des circonstances inconnues et eurent pour successeur Uuen mac Unuist le fils de Unuist mac Uurgust.

## Sources
- (en) Alfred P. Smyth, Warlords and Holy Men Scotland ad 80~1000, Edinburgh, Edinburgh University Press, 1984, 279 p. (ISBN 0748601007), p. 177-8,190.
- (en) J.P.M. Calise, Pictish Sourcebook, Documents of Medieval Legend and Dark Age History, Londres, Greenwood Press, 2002, 365 p. (ISBN 0313322953), p. 212 Drest f. Constantini (Drest IX, Drust/Drest son of Consatantin Pictish king (?834-837) son of Castantin f. Uurguist
- (en) William Arthur Cumming, The Age of the Picts, Stroud, Sutton Publishing, 1998 (ISBN 0750916087).
- (en) William Forbes Skene Chronicles Of The Picts,Chronicles Of The Scots, And Other Early Memorials Of Scottish History. H.M General Register House Edinburgh (1867) Reprint par Kessinger Publishings's (2007)  (ISBN 1432551051).
- (en) Alex Woolf, From Pictland to Alba 789~1070, Edinburgh, Edinburgh University Press, coll. « The New Edinburgh History of Scotland » (no 2), 2007, 384 p. (ISBN 9780748612345), p. 66,97.